# 우라늄정광
우라늄정광 또는 옐로케이크(Yellowcake)는 여과액으로부터 얻어진 우라늄 농축액의 일종으로, 우라늄 광석 가공 과정의 중간에 생성되는 것이다. 우라늄염 농축물은 광석의 종류에 따라 다양한 추출 및 정제 방법을 이용해 만들어진다. 일반적으로 우라늄염은 평삭과 우라늄 광석의 화학적 가공을 통해 물에 녹지 않는 굵은 가루를 만들어 얻어지는데, 이 가루는 80% 정도의 산화우라늄을 가지고 있으며, 산화우라늄은 대략 2878 °C에서 녹는점을 가진다.
광석은 맨처음에는 순수 우라늄 광석으로 파쇄기를 이용해 고운 가루로 만들어 "펄프드" 광석을 만들어낸다. 이 상태에서 농축 산, 알칼리 또는 과산화수소 용액으로 우라늄 여과의 과정이 더 이루어진다. 우라늄염은 건조와 필터링 이후 남는 것을 이르는 말이다. 현대의 일반적인 평삭 공정을 통해 얻어지는 우라늄염은, "옐로케이크"라는 별명에도 불구하고 실제로는 갈색이나 검은색이다; 옐로라는 이름은 초기의 공정에서 얻어진 농축물의 색깔과 구조에서 온 이름이다.
처음에는, 우라늄염에서 만들어진 화합물이 밝혀지지 않았었다; 1970년, 미 광산국은 우라늄염을 평삭 공정으로 생기는 최종적인 침전물이며 중우라늄산 암모늄 또는 중우라늄산 나트륨 등으로 지칭하였다. 구성은 여과 과정과 침전물 생성 조건에 따라 다르게 나타났다. 우라늄염 속에서 밝혀진 화합물로는 수산화우라늄, 황화우라늄, 그리고 과산화우라늄 등의 다양한 산화우라늄들이 있다. 현대의 우라늄염은 일반적으로 팔산화 삼중우라늄(U3O8)이 질량의 70~90퍼센트를 차지한다. 이산화우라늄(UO2)이나 삼산화우라늄(UO3) 같은 다른 산화물도 존재한다.

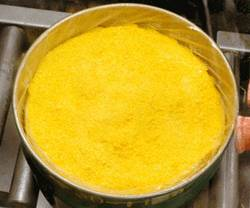
우라늄염판

우라늄염은 원자로를 위한 연료의 준비에 사용되며, 그 과정을 위해 우라늄염은 순수 UO2로 가공되어 가압중수형 원자로(PHWR)를 위한 연료봉이나 천연 우라늄을 사용하는 다른 시스템에 사용된다. 또한 우라늄염은 기체 확산을 사용한 동위원소 분리법 또는 기체 원심 분리법으로, 또는 육플루오르화 우라늄으로 전환하는 방법을 사용해 농축시켜 무기 제작이나 원자로 사용에 적합한 우라늄을 만들어낼 수 있다.
우라늄염은 우라늄을 채굴하는 모든 나라에서 생산된다.

## 같이 보기
- 섬우라늄석

## 참고
- Characterizing and Classifying Uranium Yellow Cakes: A Background 저자 Donald M. Hausen JOM-9812-45F